# Laurent Tillie

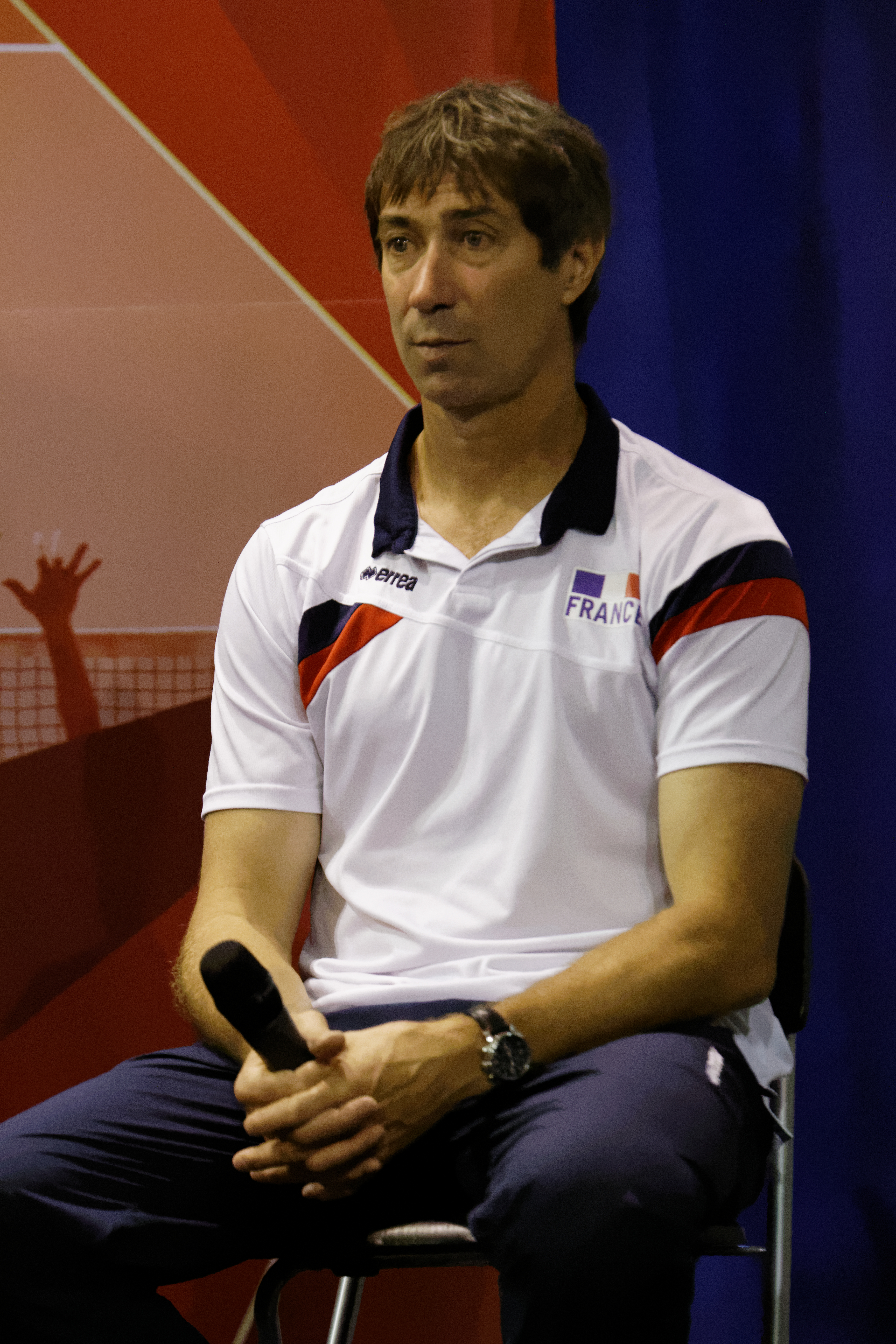
Laurent Tillie trenerem reprezentacji Francji w 2014 roku

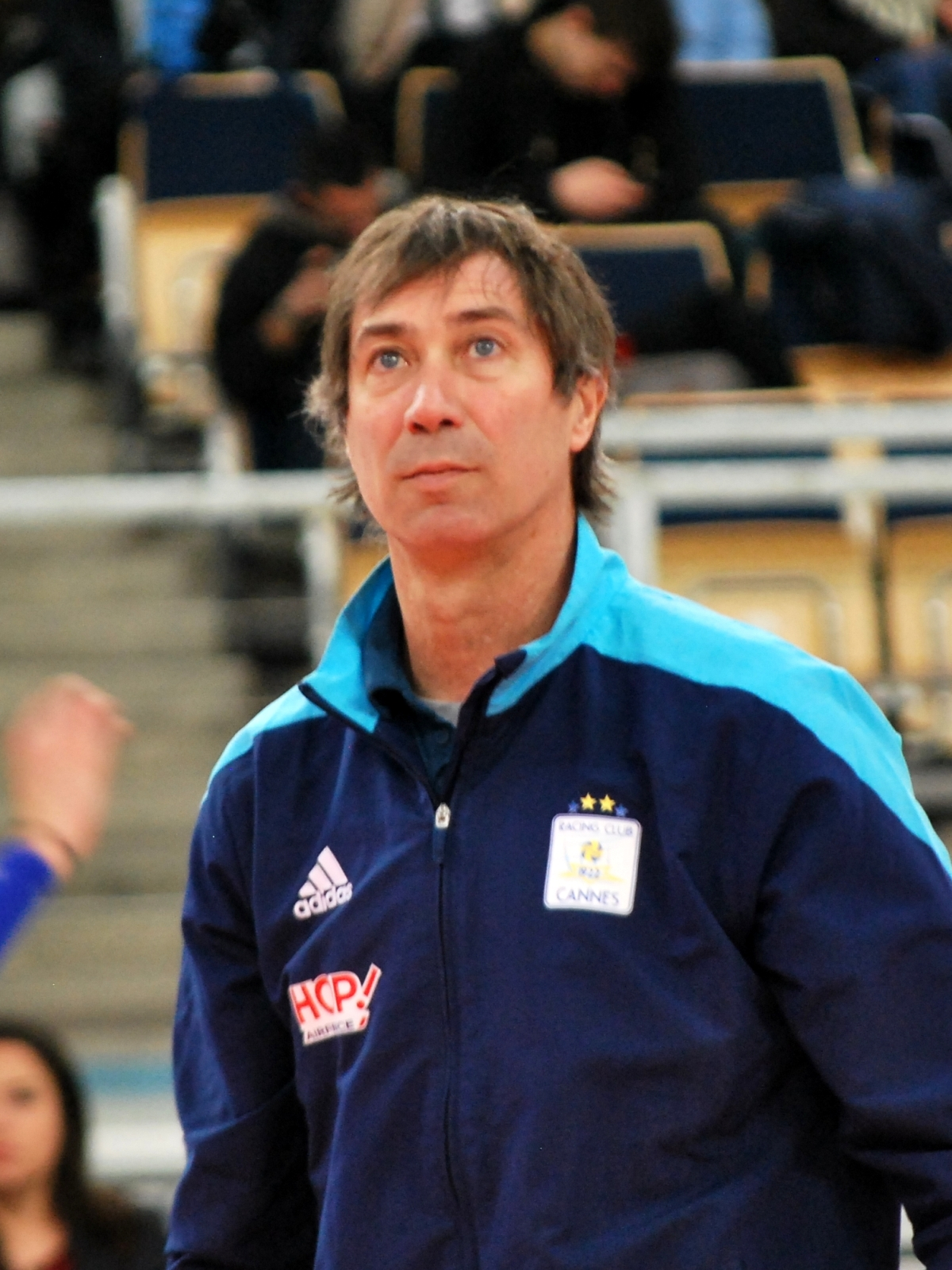
Laurent Tillie trenerem RC Cannes

Laurent Paul André Tillie (ur. 1 grudnia 1963 w Algierze) – francuski siatkarz i trener, reprezentant kraju, grający na pozycji przyjmującego. Trener męskiej reprezentacji Francji w latach 2012–2021.

## Życie prywatne
Jego żoną jest Caroline Keulen-Tillie – była holenderska siatkarka. Mają trzech synów: Kima, Killana (obaj uprawiają koszykówkę) i Kévina (siatkarz).

## Sukcesy zawodnicze

### klubowe
Liga francuska:
- 1981, 1982, 1983, 1990, 1991, 1996, 1997, 1998

Puchar Francji:
- 1983, 1997

Puchar CEV:
- 1981

Liga włoska:
- 1987

### reprezentacyjne
Mistrzostwa Europy:
- 1987
- 1985

## Sukcesy trenerskie

### klubowe
Liga francuska:
- 2005
- 2004, 2010
- 2002, 2006, 2008

Puchar Francji:
- 2007

Liga japońska:
- 2021, 2024[5]
- 2022[6], 2023[7]

Puchar Cesarza:
- 2023[8]

Klubowe Mistrzostwa Azji:
- 2025[9]

### reprezentacyjne
Liga Światowa:
- 2015, 2017
- 2016

Mistrzostwa Europy:
- 2015

Liga Narodów:
- 2018
- 2021

Igrzyska Olimpijskie:
- 2020

## Odznaczenia
- Chevalier Orderu Legii Honorowej – 2022[10]